# Авенариус, Яков Александрович
Яков Александрович Авенариус (6 (17) апреля 1788 — 7 (19) августа 1859) — российский врач. Брат А. А. Авенариуса.

## Биография
Родился в Санкт-Петербургской губернии, в селении Вуолы, 6 (17) апреля 1788 года в семье пастора Александра Авенариуса (1759—1834). В семье было 8 детей: 5 сыновей и 3 дочери.
До 1805 года учился в Петришуле; затем — на медицинском факультете Дерптского университета, окончив который в 1809 году, он в том же году защитил диссертацию «De varietate coloris ossium» и был удостоен степени доктора медицины. Службу начал ординатором Обуховской больницы в Санкт-Петербурге. Был врачом лейб-гвардии Измайловского полка. Во время Отечественной войны 1812 года был главным военврачом в Русско-немецком легионе герцога Петера Ольденбургского. Принял участие и походах 1813 и 1814 годов.
После возвращения в Россию был старшим ординатором в Обуховской больнице, а затем гоф-медиком (врачом цесаревича Константина Павловича) и главным врачом в Почтовом ведомстве. был произведён 2 апреля 1838 года в действительные статские советники.
Умер в Санкт-Петербурге 7 (19) августа 1859 года, от холеры. Похоронен на лютеранском кладбище Славянка в Павловске.
В 1814 году женился на Sophie Dorothee Wasmuth (ум. 1819). Второй раз женился в 1824 году, на Adelaide Johanna Lindström (1806—1831). Третья жена, 1833 года — Эмилия Францевна Пешель (?—1863), дочь врача Царскосельского лицея Франца Осиповича Пешеля.
Его дети: Александр (1839—1889) — чиновник министерства финансов, действительный статский советник (с 1884).

## Награды
- орден Св. Анны 3-й ст. (13.02.1826)
- орден Св. Владимира 4-й ст. (14.12.1831)
- орден Св. Станислава 2-й ст. (07.05.1834)
- орден Св. Анны 2-й ст. (03.05.1840; императорская корона к ордену — 30.06.1846)[1]